# Les Noces (film, 1973)
Pour plus de détails, voir Fiche technique et Distribution.
Les Noces (Wesele) est un film polonais réalisé par Andrzej Wajda, tourné en 1972 et sorti en Pologne en 1973 et en France en 1974. 
C'est l'adaptation de la pièce de théâtre du même nom écrite par Stanisław Wyspiański écrite en 1901.

## Fiche technique
- Titre original : Wesele
- Titre français : Les Noces
- Réalisation : Andrzej Wajda
- Scénario : Andrzej Kijowski d'après la pièce de théâtre de Stanisław Wyspiański
- Pays d'origine : Pologne
- Format : Couleurs - 35 mm - Mono
- Genre : drame
- Durée : 102 minutes
- Date de sortie française  : 09/01/1974

## Distribution
- Marek Walczewski : l'hôte
- Izabella Olszewska : l'hôtesse
- Ewa Ziętek : la mariée
- Daniel Olbrychski : le marié
- Emilia Krakowska : Marysia
- Mieczyslaw Stoor : Wojtek
- Kazimierz Opaliński : le père
- Henryk Borowski : le vieil homme
- Marek Perepeczko : Jasiek
- Janusz Bukowski : Kasper
- Andrzej Łapicki : le poète
- Wojciech Pszoniak : le journaliste / Stanczyk
- Andrzej Szczepkowski : Nose
- Mieczysław Czechowicz : Priest
- Barbara Wrzesińska : Maryna
- Czesław Wołłejko : Hetman
- Franciszek Pieczka : Błażej Czepiec
- Czesław Niemen : Chochoł (voix)